# U Sagittarii
U Sagittarii (U Sgr / HD 170764 / HR 6947) es una estrella variable en la constelación de Sagitario. Forma parte del cúmulo abierto M25 o IC 4725. 
Al igual que X Sagittarii, W Sagittarii e Y Sagittarii, todas ellas en esta misma constelación, U Sagittarii es una variable cefeida; su magnitud aparente oscila entre +6,28 y +7,15 en un período de 6,7452 días, si bien se ha observado un aumento en el período de 5,11 segundos por año. De tipo espectral G1Ib, su temperatura efectiva es de 5540 K. Su radio, según la fuente consultada, está comprendido entre 43 y 51 veces el radio solar. Su masa es 5,1 veces mayor que la masa solar.
Tiene un contenido metálico similar al del Sol, siendo su índice de metalicidad [Fe/H] = +0,08.
Aunque en general los niveles de los distintos elementos no difieren excesivamente de los valores solares, se aprecia enriquecimiento de sodio y zinc ([Zn/H] = +0,27), así como cierto empobrecimiento en escandio y magnesio.
Su distancia respecto al sistema solar, basada en la relación entre las variaciones de color y del diámetro angular, es de aproximadamente 1760 años luz, algo inferior a la estimada para el cúmulo M25 (unos 2000 años luz).